# Glodghilești
Glodghilești – wieś w Rumunii, w okręgu Hunedoara, w gminie Burjuc. W 2011 roku liczyła 212 mieszkańców.